# Poul Liebst
Poul Vilhelm Liebst (ur. 13 listopada 1885 w Asminderød, zm. 24 października 1984 w Gentofte) – duński strzelec, olimpijczyk.
Startował na Letnich Igrzyskach Olimpijskich 1908. Wystąpił w karabinie dowolnym w trzech postawach z 300 m, w którym zajął 42. miejsce.

## Wyniki

### Igrzyska olimpijskie
| Igrzyska    | Konkurencja                          | Wynik                  | Miejsce | Źródło |
| ----------- | ------------------------------------ | ---------------------- | ------- | ------ |
| Londyn 1908 | Karabin dowolny, trzy postawy, 300 m | 645 pkt. (261–197–187) | 42      | [ 1 ]  |